# Logro da rua Berners

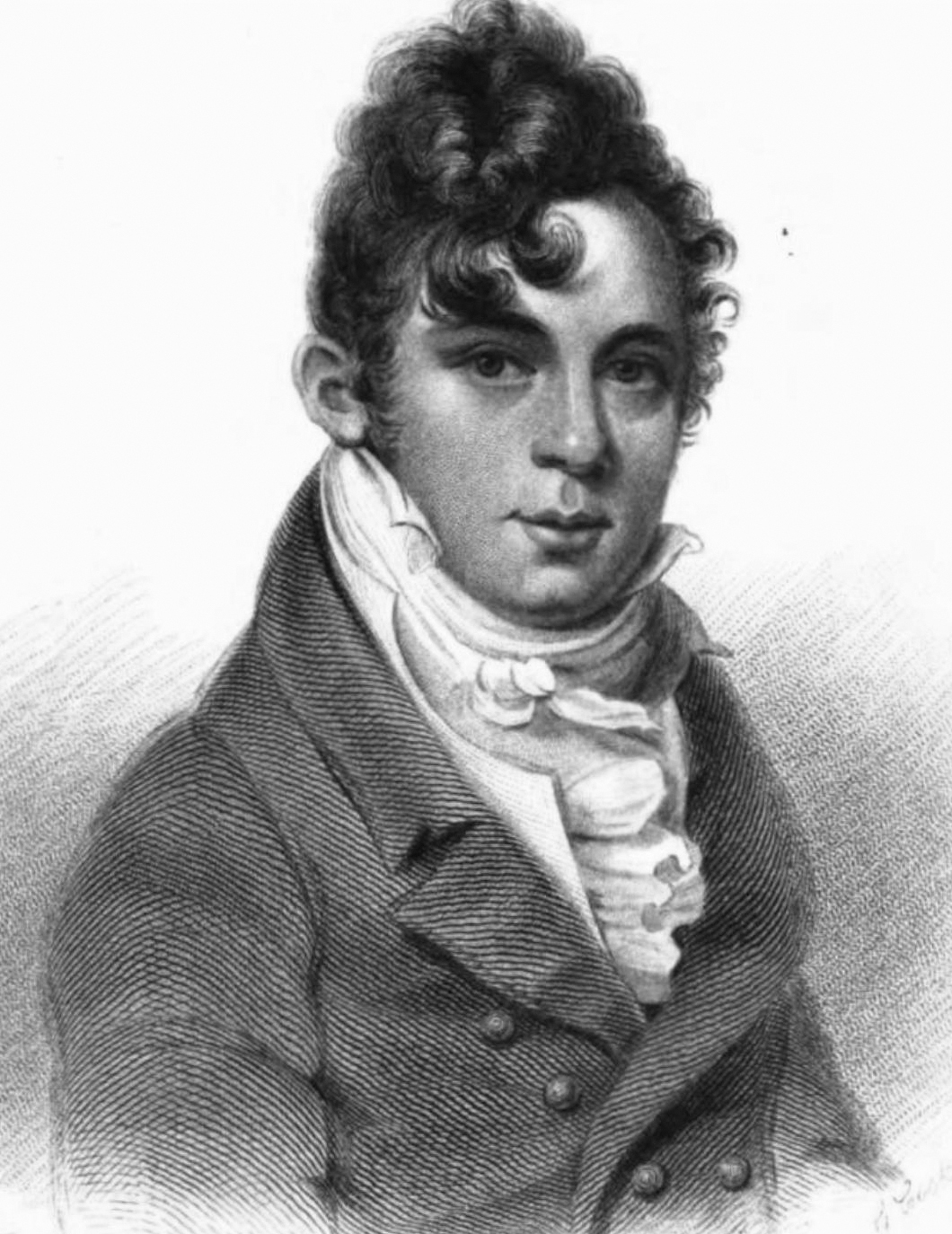
Theodore Hook, c. 1810

Logro da rua Berners foi uma peça pregada por Theodore Hook na Cidade de Westminster, Londres, em 1809. Hook fizera uma aposta com seu amigo Samuel Beazley de que poderia, dentro de uma semana, transformar uma determinada residência das redondezas no endereço mais comentado de Londres. Ele cumpriu o trato ao enviar centenas de cartas em nome da sra. Tottenham, que morava na rua Berners, n° 54, solicitando entregas, visitas e serviços.

## História
Apesar de jovem, Hook já era conhecido por sua sagacidade, bom humor e gosto por troças. Caminhando certo dia pela rua Berners, chamou-lhe atenção a aparência modesta mas graciosa de uma certa casa. "Aposto um guinéu", disse Hook ao amigo que o acompanhava, "de que em uma semana esta pacata residência será a mais conhecida de toda a Londres". O trato foi feito e, durante os próximos quatro ou cinco dias, Hook despachou centenas de cartas em nome de uma tal sra. Tottenham, ditando ordens para toda sorte de comerciantes e trabalhadores e especificando uma determinada data e hora para que seus serviços fossem prestados na casa de número 54 da rua Berners.
Em 27 de novembro, às cinco da manhã, um faxineiro chegou para limpar as chaminés da morada da sra. Tottenham. A empregada que o atendeu informou-lhe que nenhuma limpeza fora solicitada, e que seus serviços não eram necessários. Momentos depois outro faxineiro apareceu, então mais outro, e outro, até chegarem doze no total. Após a dispensa dos derradeiros limpadores, um comboio de carroças trazendo cargas de carvão e batata começaram a chegar, seguido por uma série de confeiteiros entregando imensos bolos de casamento, e posteriormente médicos, advogados, padres e vigários chamados para prestar socorro ou extrema unção a um moribundo inexistente. Peixeiros, sapateiros, e mais de uma dúzia de pianos foram os próximos a surgir, juntamente com "seis homens robustos carregando um órgão". Dignitários, incluindo o Governador do Banco da Inglaterra, o Duque de York, o Arcebispo da Cantuária, e o Lorde Prefeito da Cidade de Londres também compareceram ao local.
As ruas estreitas da cidade logo ficaram severamente congestionadas por comerciantes e curiosos. Entregadores e visitantes continuaram a chegar até o anoitecer, o que provocou uma paralisação em grande parte de Londres.
Hook posicionou-se em uma casa diretamente oposta ao número 54 da rua Berners, de onde ele e seu amigo passaram o dia assistindo o desenrolar da situação caótica. O escritor, no entanto, jamais revelou diretamente sua participação, e as investigações que tentaram ligá-lo ao caso acabaram inconclusivas.